# 14965 Bonk
14965 Bonk è un asteroide della fascia principale. Scoperto nel 1997, presenta un'orbita caratterizzata da un semiasse maggiore pari a 2,4415320 UA e da un'eccentricità di 0,2015229, inclinata di 14,45808° rispetto all'eclittica.
L'asteroide è dedicato all'astrofilo tedesco Werner Bonk, mentore dello scopritore.